# Arkham Asylum: A Serious House on Serious Earth
«Arkham Asylum: A Serious House on Serious Earth» — графічний роман про Бетмена, який написав Грант Моррісон і проілюстрував Дейв Маккін. Комікс видало в США у м'якій та твердій обкладинці видавництво DC Comics в 1989 році. Підзаголовок узятий з вірша Філіпа Ларкіна «Відвідування церкви».
Графічний роман став першою історією про Бетмена, яку написав Моррісон, перш ніж він став постійним автором коміксів про цього героя. Попередні роботи, як-от «The Dark Knight Returns», надихнули Моррісона створити історію з власним підходом до героя, використовуючи важкі символічні посилання і деконструкцію багатьох знакових ворогів Бетмена.
Після видання графічний роман отримав схвалення читачів і критиків, і, на думку багатьох, є одним із найвизначніших історій про Бетмена всіх часів, і однією з найкращих робіт у кар'єрі Гранта Моррісона. Пізніше комікс став канонічною історією психіатричної лікарні Аркхем, важливою частиною міфології Бетмена. Однойменна гра Batman: Arkham Asylum частково базується на цьому графічному романі.